# Сулеймановский сельсовет (Курганская область)
Сулейма́новский сельсовет — упразднённые административно-территориальная единица и муниципальное образование со статусом сельского поселения в составе Сафакулевского района Курганской области.
Административный центр — село Сулейманово.
15 марта 2022 года сельсовет был упразднён в связи с преобразованием муниципального района в муниципальный округ.

## История
В соответствии с Законом Курганской области от 6 июля 2004 года № 419 сельсовет наделён статусом сельского поселения.

## Население
| 1989 | 2002  | 2004  | 2010 | 2012 | 2013 | 2014 |
| ---- | ----- | ----- | ---- | ---- | ---- | ---- |
| 1557 | ↘1061 | ↗1145 | ↘728 | ↘677 | ↘631 | ↘563 |
| 2015 | 2016  | 2017  | 2018 | 2019 | 2020 |      |
| ↘531 | ↘508  | ↘496  | ↘475 | ↘467 | ↘448 |      |

## Состав сельского поселения
| № | Населённый пункт | Тип населённого пункта       | Население |
| - | ---------------- | ---------------------------- | --------- |
| 1 | Бурматово        | деревня                      | ↘135      |
| 2 | Сокольники       | деревня                      | ↘68       |
| 3 | Сулейманово      | село, административный центр | ↘525      |